# Ново Лагово
Ново Лагово (мкд. Ново Лагово) је насеље у Северној Македонији, у јужном делу државе. Ново Лагово припада општини Прилеп.

## Географија
Насеље Ново Лагово је смештено у јужном делу Северне Македоније. Од најближег већег града, Прилепа, насеље је удаљено 5 km југозападно.
Ново Лагово се налази у источном делу Пелагоније, највеће висоравни Северне Македоније. Источно од села издиже се Селечка планина. Надморска висина насеља је приближно 640 метара.
Клима у насељу је континентална.

## Становништво
По попису становништва из 2002. године, Ново Лагово је имало 213 становника.
Претежно становништво у насељу су етнички Македонци (97%). Остало су махом Срби.
Већинска вероисповест у насељу је православље.